# The Drifters (gruppo musicale giapponese)
The Drifters (ザ・ドリフターズ?, Za Dorifutāzu) sono un gruppo musicale giapponese e un ensemble comico. Nacque con il nome iniziale di "Sons of Drifters" intorno al 1956 dalla fusione delle band Mountain Boys e Tokyo Western Boys.
Chosuke Ikariya divenne il leader nel 1964, nonché unico membro fisso. Sebbene fossero diventati famosi sotto di lui come gruppo comico, i Drifters preso parte per la prima volta al Kōhaku Uta Gassen come band musicale nel 2001. Sono anche noti per la loro esibizione di 40 secondi come atto di apertura per il primo concerto in assoluto dei Beatles in Giappone.

## Carriera
I Drifters divennero noti per lo spettacolo di varietà regolare Hachijidayo, Zen'inshugo! (8時だョ!全員集合?), andato in onda sulla TBS dal 1969 al 1985 per un totale di 803 episodi. Fu il programma più ascoltato di qualsiasi altro della sua epoca e, in generale, uno dei più celebri della storia della televisione giapponese. L'umorismo del gruppo si caratterizzava per una certa sobrietà e per il frequente uso della commedia slapstick, che lo rese popolare anche tra i bambini. Le Candies furono le co-protagoniste durante la maggior parte degli anni settanta.
Spesso lo spettacolo si apriva con un lungo sketch che durava circa 20-25 minuti e poi venivano presentati ospiti musicali, che venivano poi coinvolti in altre trovate comiche.
Oltre al normale spettacolo settimanale, i Drifters, o "Dorifu" come venivano chiamati, erano protagonisti di alcuni speciali televisivi ogni pochi mesi, in cui si susseguivano per un'ora e mezza circa numerosi brevi siparietti comici. Spesso avevano ospiti speciali, solitamente famosi cantanti.
Tra il 1977 e il 1978, i Drifters erano spesso legati al duo di cantanti Pink Lady attraverso una serie di popolari manga in stile fotoromanzo e Yanmā Famirī Awā Tobe! Son Gokū (ヤンマーファミリーアワー 飛べ!孫悟空?), uno spettacolo per bambini basato su Il viaggio in Occidente.

## Membri
- Chōsuke Ikariya — leader (1962-2004)
- Cha Katō — (1962-)
- Boo Takagi — (1964-)
- Chū Arai — (1964-1974)
- Kōji Nakamoto — (1965-2022)[3]
- Ken Shimura — (1974-2020)[4]
- Shinji Suwa — (entrò come assistente della band nel 1972, non divenendo mai membro ufficiale)

## Filmografia
I Drifters sono stati protagonisti di ventuno film cinematografici di cui sedici prodotti dalla Shochiku e cinque dalla Toho.
- Nani wanakutomo zen'in shūgō!!, regia di Yusuke Watanabe (1967)
- Dorifutāzudesu yo! Zenshin zenshin mata zenshin, regia di Yoshinori Wada (1967)
- Yareba yareru ze zen'in shūgō!!, regia di Yusuke Watanabe (1968)
- Dorifutāzudesu yo! Totte totte tori makure, regia di Yusuke Watanabe (1968)
- Dorifutāzudesu yo! Bōken bōken mata bōken, regia di Yoshinori Wada (1968)
- Dorifutāzudesu yo! Tokkun tokkun mata tokkun, regia di Yusuke Watanabe (1969)
- Dorifutāzudesu yo! Zen'in totsugeki, regia di Yoshinori Wada (1969)
- Īyudana zen'in shūgō!!, regia di Yusuke Watanabe (1969)
- Miyochan no tamenara zen'in shūgō!!, Yusuke Watanabe (1969)
- Zundokozundoko zen'in shūgō!!, regia di Yusuke Watanabe (1970)
- Dareka-san to dareka-san ga zen'in shūgō!!, regia di Yusuke Watanabe (1970)
- Tsuntsun-bushida yo zen'in shūgō!!, regia di Yusuke Watanabe (1971)
- Haruda dorifuda zen'in shūgō!!, regia di Yusuke Watanabe (1971)
- Matsurida obakeda zen'in shūgō!!, regia di Yusuke Watanabe (1972)
- Maiko-handa yo zen'in shūgō!!, regia di Yusuke Watanabe (1972)
- Daijigenda yo zen'in shūgō! !, regia di Yusuke Watanabe (1973)
- Chotto dake ~yo zen'in shūgō!!, regia di Yusuke Watanabe (1973)
- Chō nōryokuda yo zen'in shūgō!!, regia di Yusuke Watanabe (1974)
- Za dorifutāzu no gokuraku wa dokoda!!, regia di Yusuke Watanabe (1974)
- Za dorifutāzu no kamoda!! Goyōda!!, regia di Shoji Segawa (1975)
- Seigida! Mikatada! Zen'in shūgō! !, regia di Shoji Segawa (1975)